# Granary Square

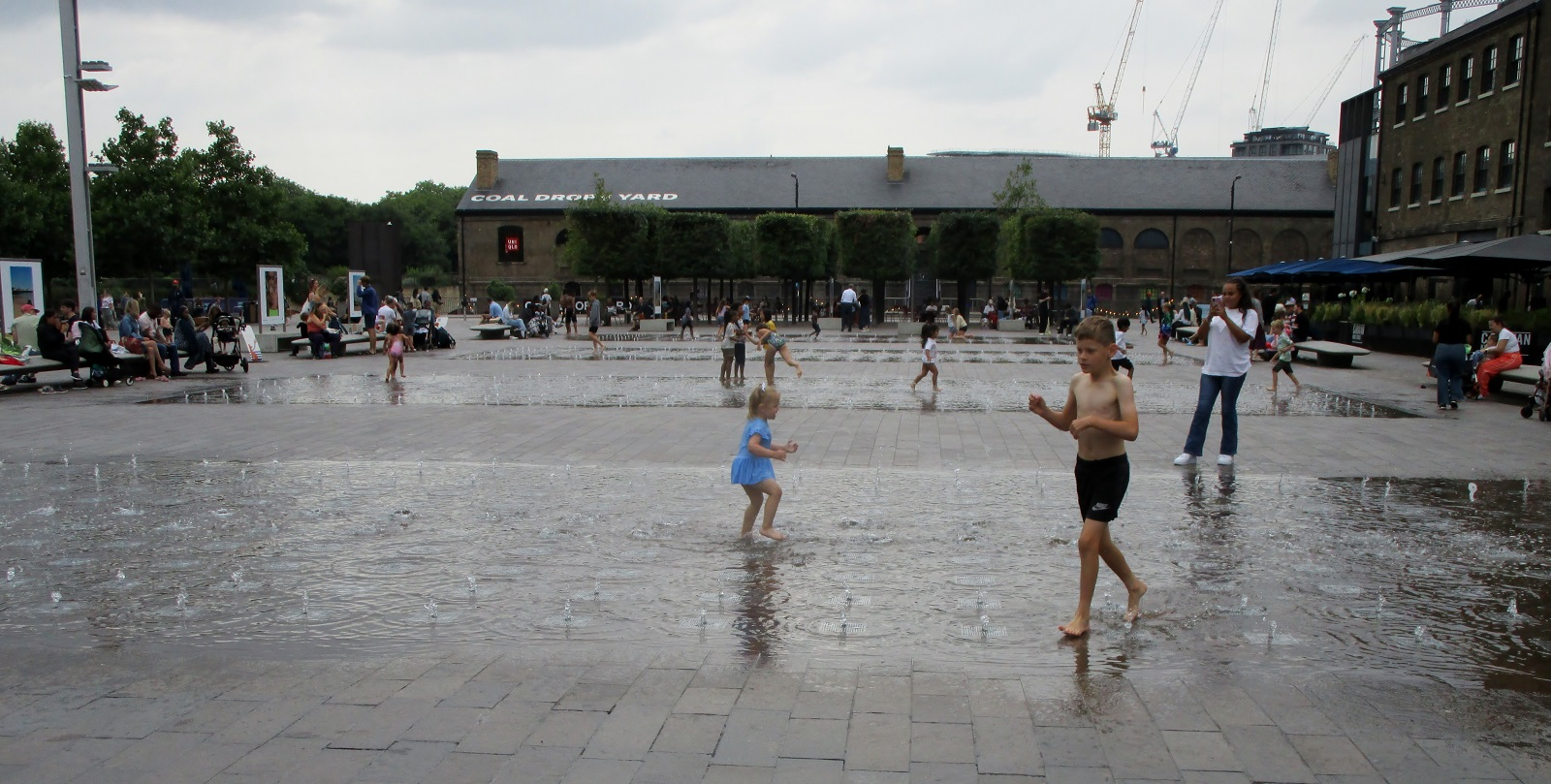
Wasserspiele, Blick nach Westen

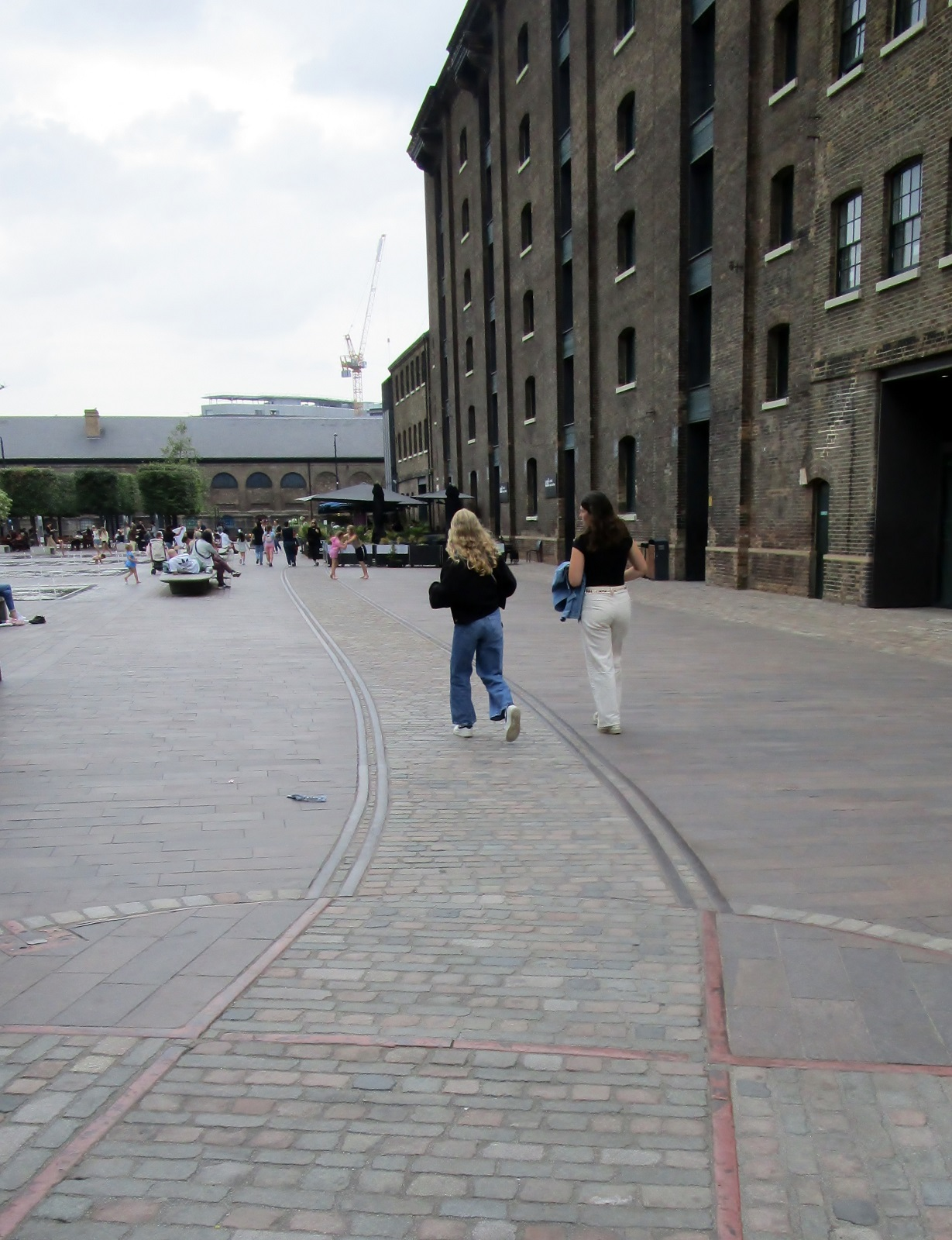
Die Schienen in der Platzoberfläche des Granary Square sollen an die industrielle Vergangenheit des Gebiets erinnern.

Der Granary Square (deutsch: Kornspeicherplatz) ist ein großer offener Platz in London, Stadtbezirk Camden, Ortsteil King’s Cross, der zu Beginn des 21. Jahrhunderts im Rahmen des Stadterneuerungsprojektes King's Cross Central angelegt wurde. Granary Square gilt als Beispiel für einen privaten öffentlichen Platz in London.

## Lage
Der Granary Square wird im Süden bogenförmig vom Einschnitt des Regent’s Canal begrenzt und ist über eine Brücke an den King's Cross Boulevard angebunden, der zu den Bahnhöfen King’s Cross und St. Pancras führt. Im Westen wird der Platz durch ein langgezogenes Gebäude begrenzt, das zum Coal Drops Yard gehört, im Norden durch den Hallenkomplex der früheren Kornspeichergebäude, seit 2011 Central Saint Martins College of Art and Design, während im Osten eine Grünanlage (Wharf Road Gardens) anschließt.

## Gestaltung
Der Platz ist fußgängergerecht gestaltet. Schienen im Pflaster erinnern ebenso wie denkmalgerecht umgebaute Hochbauten an die industrielle Vergangenheit. Der Platz kann mit Veranstaltungen bespielt werden. Das Wasser der Wasserspiele kann in einem solchen Fall abgeschaltet werden. Auf der Südseite bieten die Canal Side Steps zum Kanal hin die Möglichkeit, wie in einem Amphitheater zu sitzen, was für ein Freiluftkino genutzt wird.
Am 8. September 2012 stand Paul McCartney mit der Band Africa Express auf der Bühne des Granary Square und spielte unter anderem Goodnight Tonight. 
Zu den Besucherattraktionen des Platzes zählt Queer Britain, Großbritanniens erstes Museum für LGBT-Geschichte und -Kultur.

## Wasserspiele
Auf dem Platz befinden sich Wasserspiele in Form einer Springbrunnenanlage mit 1.080 einzelnen Düsen, die in der gepflasterten Oberfläche des Platzes eingelassen sind. Der Platz ist deshalb besonders bei Kindern beliebt. Jede Düse verfügt über eine eigene, unabhängig gesteuerte Pumpe und eine mehrfarbige Beleuchtung.

## Weitere Plätze im Gebiet
Zu den weiteren Plätzen im Rahmen der Stadterneuerung von King's Cross Central gehören Station Square, Pancras Square, Cubitt Square und North Square.